# Bolmsö församling
Bolmsö församling var en församling i Berga pastorat  i Allbo-Sunnerbo kontrakt i Växjö stift. Församlingen låg i Ljungby kommun i Kronobergs län. 1 januari 2025 uppgick församlingen i Bolmsö-Tannåkers församling.

## Administrativ historik
Församlingen hade medeltida ursprung.
Den första januari 1971 delades församlingen på tre delar. Toftnäsdelen av församlingen som var belägen norr om Bolmen med 25 invånare (befolkning enligt folkräkningen 1 november 1970) och omfattande en areal av 10,00 kvadratkilometer, varav 3,72 kvadratkilometer land, överfördes till Torskinge församling i Värnamo kommun. Församlingsdelen belägen på fastlandet väster om Bolmen, kallat Bolmsölandet, med 191 invånare och omfattande en areal av 29,3 kvadratkilometer, varav 20,0 kvadratkilometer land, kvarstod oförändrad i Jönköpings län och Unnaryds kommun och hade en ny församlingskod 062204 istället för den tidigare 062203. Resterande delen av församlingen, med 349 invånare och omfattande en areal av 86,5 kvadratkilometer, varav 43,2 kvadratkilometer land, bestående av bland annat ön Bolmsö fick församlingskoden 078118 och överfördes till Ljungby kommun i Kronobergs län. Den 1 januari 1974 överfördes Bolmsölandet från Bolmsö församling till Ås församling i Gislaveds kommun.
1 januari 2025 uppgick församlingen i Bolmsö-Tannåkers församling.

### Pastorat
- Under medeltiden: Moderförsamling i pastoratet Bolmsö och Dannäs.[7]
- Från medeltiden till 1500-talet: Moderförsamling i pastoratet Bolmsö, Dannäs och Tannåker.[7]
- 1500-talet: Moderförsamling i pastoratet Bolmsö, Dannäs och Torskinge.[7]
- Från 1500-talet till 1 januari 1962: Moderförsamling i pastoratet Bolmsö, Dannäs och Tannåker.[7]
- 1 januari 1962 till 1 januari 1974: Annexförsamling i pastoratet Södra Unnaryd, Jälluntofta och Bolmsö.[7]
- Från 1 januari 1974: Annexförsamling i pastoratet Berga, Vittaryd, Dörarp, Bolmsö och Tannåker.[7]

## Areal
Bolmsö församling omfattade den 1 januari 1952 en areal av 145,72 kvadratkilometer, varav 79,40 kvadratkilometer land. Efter nymätningar och arealberäkningar i Jönköpings län färdiga den 1 januari 1957 omfattade församlingen den 1 januari 1961 en areal av 129,13 kvadratkilometer, varav 68,15 kvadratkilometer land.
Efter de stora områdesöverföringarna omfattade Bolmsö församling den 1 januari 1976 en areal av 86,5 kvadratkilometer, varav 43,2 kvadratkilometer land.

## Kyrkoherdar
| Ämbetstid | Namn                             | Levnadstid | Övrigt                                     |
| --------- | -------------------------------- | ---------- | ------------------------------------------ |
| 1337–1352 | Waemundus Attonis                |            |                                            |
| 1414–1428 | Olof                             |            |                                            |
| 1550–1551 | Hans                             |            |                                            |
| 1552–1557 | Nicolaus Haquini                 |            | Senare kyrkoherde i Annerstads församling. |
| 1558–1560 | Jöran Hansson                    |            |                                            |
| 1561–1566 | Per Svensson                     |            |                                            |
| 1567–1576 | Andreas Mathiae                  |            |                                            |
| 1576–1594 | Christopher Georgii              |            | Senare kyrkoherde i Vittaryds församling.  |
| 1594–1631 | Jonas Benedicti                  | –1631      |                                            |
| 1631–1671 | Andreas Jonae Bolmensis          | 1595–1671  |                                            |
| 1674–1692 | Benedictus (Brodderi) Cassiander | –1692      |                                            |
| 1692–1722 | Gabriel Bohlm                    | 1642–1722  |                                            |
| 1722–1737 | Daniel Gustorphius               | 1683–1737  |                                            |
| 1737      | Magnus Wietius                   | –1737      |                                            |
| 1738–1760 | Michael Olai Barckman            | 1704–1760  |                                            |
| 1761–1775 | Olof Ståhl                       | 1719–1775  |                                            |
| 1776–1804 | Anders Odén                      | 1734–1804  |                                            |
| 1805–1809 | Sven Sandahl                     | 1756–1809  |                                            |
| 1809–1844 | Carl Gustaf Ljungberg            | 1758–1844  |                                            |
| 1844–1872 | Pehr Lundeberg                   | 1795–1872  |                                            |
| 1872–1878 | Peter Magnus Stenström           |            | Senare kyrkoherde i Tingsås församling.    |
| 1878–1882 | Carl Samuel Nilsson              | 1826–1882  |                                            |
| 1884–1922 | Frans Allgulin                   | 1837–1923  |                                            |
| 1922–     | Carl Josua Allgulin              | 1877–      |                                            |

## Kyrkor
- Bolmsö kyrka